# Rhizohypnum pendulinum
Rhizohypnum pendulinum là một loài Rêu trong họ Hypnaceae. Loài này được (Hampe) Herzog miêu tả khoa học đầu tiên năm 1920.